# A Silent Voice
A Silent Voice (聲の形?, Koe no katachi, lett. "La forma della voce") è un manga scritto e disegnato da Yoshitoki Ōima, serializzato sul Weekly Shōnen Magazine di Kōdansha dal 7 agosto 2013 al 19 novembre 2014. Un film d'animazione basato sulla serie è uscito nelle sale cinematografiche giapponesi il 17 settembre 2016.

## Trama
La storia ruota attorno a Shoya Ishida, un ragazzo che, insieme ai suoi amici, prese di mira con atti di bullismo la compagna Shoko Nishimiya, sorda, quando era alle elementari. Quando Nishimiya cambiò scuola a causa di ciò, tutti i suoi amici e insegnanti fecero ricadere la colpa solo su di lui, portandolo a isolarsi fino al liceo, momento in cui decide di fare ammenda per i suoi errori. Si riunisce improvvisamente con Nishimiya, che non ha amici a causa della sua timidezza; rendendosi conto che entrambi stanno soffrendo a causa delle sue azioni passate, Ishida intraprende un percorso di redenzione cercando di riunire Nishimiya con i loro vecchi compagni di classe, poiché la ragazza non ha mai avuto modo di stringere amicizia con loro allora, inclusi Naoka Ueno, che serba rancore contro Nishimiya per aver "causato" l'isolamento di Ishida; Miki Kawai, la loro narcisistica ex dirigente di classe; e Miyoko Sahara, una ragazza gentile che è stata l'unica a tentare di fare amicizia con Nishimiya anni prima. Fanno anche nuove amicizie come con Tomohiro Nagatsuka, un ragazzo che è stato difeso da Ishida contro un bullo; e Satoshi Mashiba, il fidanzato di Kawai.
I sette iniziano a lavorare insieme, quando il progetto di Nagatsuka di realizzare un film per un concorso, che inizialmente avrebbe dovuto includere solo Ishida e se stesso, attira l'attenzione di Ueno, Kawai, Sahara e Mashiba, con Ishida che invita anche Nishimiya a partecipare al progetto. Durante le riprese, i sette affrontano vari conflitti personali e hanno anche un litigio quando Ishida cerca di isolarsi di nuovo insultando i compagni, portando Nishimiya a dispiacersi per lui mentre cerca di confessare il suo amore a Shoya. Ciò ha un impatto sugli altri, che iniziano a risolvere i loro problemi sospendendo il progetto. Una volta tornato in sé, Ishida si riconcilia con gli amici e finalmente completa con loro il film, che, sebbene si riveli un fallimento, ha portato alla pacificazione del gruppo.
Un anno dopo il diploma di scuola superiore e la successiva separazione, i sette si riuniscono per il festival scolastico. A quel punto, Ishida ha smesso di ignorare le persone intorno a lui e ora ha molti amici. In serata, Ishida e Nishimiya si dirigono alla reunion della scuola elementare mano nella mano, e il ragazzo ora guarderà sempre le persone in faccia

## Personaggi
- Shoya Ishida (石田 将也?, Ishida Shōya): Il protagonista e narratore della storia; alle elementari era un bambino vivace e irruento e diventò il principale persecutore di Shouko. Successivamente venne usato come capro espiatorio della classe e i suoi ex amici e compagni si rivoltarono contro di lui iniziando a bullizzarlo; ciò lo portò a emarginarsi dalla società, immaginandosi le persone attorno a lui con una "X" sul viso. Pentitosi per le proprie azioni, al liceo si ricongiunge con Shouko dopo aver imparato la lingua dei segni per scusarsi con lei; viene costantemente tormentato dal senso di colpa per quello che ha fatto passare alla ragazza ed è rassegnato all'idea che non potrà mai più avere amici. Nel corso della storia Shoya e Shouko si riuniscono con i loro ex compagni delle elementari, facendo ammenda e affrontando il dolore dell'infanzia.
- Shouko Nishimiya (西宮 硝子?, Nishimiya Shōko): Co-protagonista della storia, è una ragazza sorda che alle elementari viene bullizzata dai suoi compagni di classe, finché non fu costretta a trasferirsi. Anni dopo viene raggiunta da Shoyo (suo principale persecutore da bambini), il quale vuole fare ammenda per il suo passato, quindi la ragazza inizia a passare del tempo con lui. Ha un carattere buono e dolce e cerca di non mostrare mai rancore verso chi la ferisce, anche se ciò causa irritazione in diverse persone che l'accusano di essere falsa e passiva. Spesso soffre per la sua condizione, ritenendo di essere un peso per gli altri o di meritarsi le prepotenze nei suoi confronti, arrivando a sviluppare una mentalità depressiva con tendenze suicide. A un certo punto sembra provare sentimenti per Shoya e cerca di confessargli che lo ama, ma lui non la capisce a causa della sua pronuncia distorta. Dopo aver studiato per un po' a Tokyo, torna nel suo paese natale e si riunisce con Shoya per il giorno di riunione delle elementari.
- Naoka Ueno (植野 直花?, Ueno Naoka): Una compagna delle elementari di Shouko e Shoya, assisteva quest'ultimo nel praticare bullismo su Shouko ma, quando gli adulti lo scoprirono, fece ricadere la colpa su di lui. Con gli anni mantiene i contatti con molti suoi compagni e, nel vedere la sofferenza di Shoya durante le medie, arriva a concludere che la colpa della sua situazione e la rovina dei suoi rapporti con la classe sia da attribuire a Shouko, come le rinfaccia in una circostanza in cui si trovano da sole insieme. Anni dopo si rincontra con Shoya e cerca di farlo ricongiungere ai loro vecchi amici; ha una cotta per lui mai completamente svanita e prova della gelosia verso Shouko per la loro vicinanza. Nonostante faccia parte del gruppo, Shoya continua a non fidarsi di lei fino a quando non viene dimesso dall'ospedale e lei si scusa per tutto quello che ha fatto.
- Miki Kawai (川井 みき?, Kawai Miki): La rappresentante della classe di Shoya alle elementari, una ragazza popolare e amata. Apparentemente è gentile e altruistica, ma nasconde un lato opportunista e narcisistico che la porta a vittimizzarsi per ogni situazione, rifiutando di riconoscere la propria responsabilità. Pur non attaccando mai direttamente Shouko, Kawai non fece nulla per impedire gli atti di prepotenza nei suoi confronti, arrivando a ridere alle sue spalle con le compagne. Come gli altri attribuì tutta la colpa del bullismo contro Shoya, portando così al suo isolamento. Al liceo torna a far parte del gruppo di amici di Shoya ma continua a negare le sue colpe, tanto che accusa nuovamente il ragazzo e pertanto esce dal gruppo. Stavolta i suoi compagni di classe si rivoltano contro di lei, maltrattandola in quanto disgustati dal suo comportamento e anche dalla sua proposta di fare delle gru di carta per auspicare la guarigione di Shoya durante la sua convalescenza all'ospedale. Sperimentando per la prima volta il bullismo, Kawai capisce i suoi errori e decide di diventare più attenta verso il prossimo, ricongiungendosi con gli altri e chiedendo scusa a Shoya e a Shouko; con Mashiba intraprende gli studi per diventare insegnante. Ha una cotta per Mashiba.
- Miyoko Sahara (佐原 みよこ?, Sahara Miyoko): Una compagna delle elementari di Shoyo e Shouko; sinceramente gentile, era l'unica studentessa intenzionata a fare amicizia con Shouko facendo uno sforzo per imparare la lingua dei segni. Ciò la portò a diventare sua volta bersaglio di bullismo, tanto che si ritirò da scuola. Anni dopo si ricongiunge con i vecchi amici e recupera il rapporto con Shouko, ma viene allontanata quando Shoya cerca nuovamente di tagliare i ponti con loro e accusa Miyoko di rifuggire sempre dai problemi. È una ragazza molto alta che ritiene di essere una codarda incapace di cambiare, ma successivamente prende le difese di Shouko quando Ueno l'attacca durante il ricovero di Shoya. Dopo il diploma, va a Tokyo con Ueno per diventare una modella.
- Yuzuru Nishimiya (西宮 結絃?, Nishimiya Yuzuru): La sorella minore di Shouko, una studentessa delle medie. In passato sua madre tentò di tagliare i capelli di Shouko per farla sembrare un ragazzo e darle un aspetto più "duro" e Yuzuru prese ispirazione dall'episodio per fingersi un maschio e spacciarsi per il ragazzo di Shouko, al fine di proteggerla dagli altri ragazzi. È estremamente protettiva nei confronti della sorella maggiore e prova un forte odio per tutti coloro che l'hanno maltrattata, in particolar modo Shoya, facendo però amicizia con lui dopo aver capito che è cambiato. Tende a marinare la scuola per dedicarsi alla sua passione per la fotografia; in particolar modo immortala animali morti e insetti, ragion per cui è in conflitto con la madre. Successivamente rivela di aver fatto tali fotografie per mostrare a Shouko quanto sia orribile la morte e per impedire che possa sviluppare pensieri suicidi, sebbene la sorella tenta poi comunque di uccidersi. In seguito vince un concorso fotografico e riprende a frequentare la scuola.
- Tomohiro Nagatsuka (永束 友宏?, Nagatsuka Tomohiro): Un ragazzo basso, tarchiato e solitario della stessa classe di Shoya al liceo. Si autoproclama migliore amico di quest'ultimo quando impedisce a un bullo di rubargli la bici offrendo invece la sua; spesso si dimostra ossessivamente protettivo verso Shoya, tanto da ingelosirsi degli altri suoi amici, ma comunque sa offrirgli buoni consigli. Incoraggia la frequentazione di Shoya e Shouko, intuendo i sentimenti romantici della ragazza verso l'amico. Sogna di diventare un milionario, ragion per cui distribuisce soldi agli amici e desidera diventare un regista, partecipando con Shoya a un concorso cinematografico. Sebbene il film si riveli un fallimento, ciò incoraggia Nagatsuka a studiare cinema dopo il liceo.
- Satoshi Mashiba (真柴 智?, Mashiba Satoshi): Un nuovo membro del gruppo di amici di Shoya, che si unisce a loro per realizzare il film. Da bambino era isolato e maltrattato dai compagni, pertanto al liceo è intollerante nei confronti di qualsiasi bullo; ha un temperamento calmo ed equilibrato, ma reagisce violentemente davanti a ogni forma di prepotenza, arrivando a prendere a pugni Shoya quando scopre che in passato aveva bullizzato Shouko. Si scopre che ha iniziato a uscire con lui nella speranza di sembrare a confronto "normale", in quanto aveva problemi a relazionarsi con gli altri e Shoya era un disadattato sociale; ciò, però, lo porta solo a sentirsi come il meno importante del gruppo. Si riappacifica con Shoya dopo essere stato dimesso dall'ospedale e, terminato il liceo, studia per diventare insegnante con Kawai, la quale è innamorata di lui.
- Yaeko Nishimiya (西宮 八重子?, Nishimiya Yaeko): La madre di Shouko e Yuzuru, una donna dal carattere freddo; Shouko è rimasta sorda a causa di un virus contratto da Yaeko per via del marito durante la gravidanza. In seguito a ciò, l'uomo chiese il divorzio e ruppe i contatti con lei mentre era in attesa di Yuzuru e la donna crebbe entrambe le figlie con l'aiuto della madre. A causa del suo lavoro ha un rapporto difficile con le ragazze; fece frequentare a Shouko le elementari nonostante il bullismo che subiva nella speranza che i soprusi la temprassero e preparassero al trattamento che altri le avrebbero riservato in futuro. Odia Shoya per quello che ha fatto alla figlia, tanto che lo schiaffeggia quando lui si riavvicina a Shouko al liceo. Tuttavia, dopo la morte di sua madre, riconosce il suo cambiamento e lo ringrazia per aver stretto amicizia con Yuzuru e aver salvato Shouko dal suicidio.
- Ito Nishimiya (西宮 いと?, Nishimiya Ito): La nonna materna di Shouko e Yuzuru, una donna premurosa e saggia che si è occupata di loro aiutando Yaeke dopo l'abbandono del marito. È in rapporti molto affettuosi con Yuzuru sostenendola nella sua passione per la fotografia e le ha regalato la sua prima macchina fotografica, cercando inoltre di spingerla ad avere un buon rapporto con la madre. Muore di vecchiaia e lascia una lettera per le nipoti in cui cerca ancora di convincere Yuzuru a fare pace con la madre.
- Miyako Ishida (石田 美也子?, Ishida Miyako): La madre single amorevole e gentile di Shoya, fa la parrucchiera. Rimase molto delusa nell'apprendere gli atti di bullismo eseguiti da Shoya alle elementari e dovette pagare 1,7 milioni di yen per ripagare alla madre di Shouko tutti gli apparecchi acustici rotti dal bambino. Successivamente intuisce gli intenti di suicidio del figlio e, affrontandolo al riguardo, per errore brucia i soldi che lui aveva guadagnato e che intendeva lasciarle prima di uccidersi. Si prende cura della nipote Maria (figlia della sua primogenita e del suo compagno) e spesso ospita Yuzuru in casa sua. Quando Shoya cade in coma inizialmente prova un certo imbarazzo nei confronti di Shouko, ma si riconcilia con lei dopo il risveglio del figlio, iniziando a frequentare amichevolmente sua madre.
- Kazuki Shimada (島田 一旗?, Shimada Kazuki): Il migliore amico di Shoya alle elementari, assistendolo nel bullizzare Shouko. Dopo il trasferimento di quest'ultima, Kazuki attribuì tutta la colpa a Shoya e iniziò a guidare atti di persecuzione verso di lui: gli rubava le scarpe, lo picchiava e scriveva minacce e insulti sul suo banco con il gesso. Anni dopo, Ueno cerca di riavvicinare i due e fa in modo che si incontrino, ma Shoyo decide di non voler più avere niente a che fare con lui. Successivamente, Ueno rivela a Shoya che è stato Shimada a salvarlo dal fiume dopo che era precipitato per impedire a Shouko di suicidarsi.
- Keisuke Hirose (広瀬 啓祐?, Hirose Keisuke): L'altro migliore amico di Shoya alle elementari, che si rivolta contro di lui dopo il trasferimento di Shouko come Shimada. Insieme a quest'ultimo salva Shoya dal fiume in cui era precipitato per impedire a Shouko di suicidarsi.
- Takeuchi (竹内?): L'insegnante dei protagonisti alle elementari; è un uomo superficiale che trovava svantaggiosa la presenza di Shouko nei confronti degli altri studenti. Non fece nulla per impedire il bullismo contro Shouko, arrivando a ridere per alcune battute fatte ai suoi danni. In seguito assecondò l'intenzione della classe di usare Shoya come capro espiatorio e si rifiutò di credergli quando divenne a sua volta vittima di bullismo. Anni dopo, Shoya incontra nuovamente l'insegnante mentre cerca un'ambientazione per il film che sta girando con i suoi amici. Takeuchi afferma che tutte le cose brutte che gli sono accadute lo hanno cambiato in meglio. Il ragazzo gli tira addosso un drink perché non gli piace il modo in cui parla di Shouko e ciò gli costa la possibilità di fare delle registrazioni a scuola, ma in seguito l'uomo gli concede il permesso dopo che viene dimesso dall'ospedale e che Mashiba si scusa con lui.
- Kita (喜多?): L'insegnante di musica dei protagonisti alle elementari, era l'unica insegnante che andava d'accordo con Shouko. Tenta di insegnare alla classe la lingua dei segni, ma la sua proposta viene respinta da Takeuchi e dai bambini. Include Shouko nel coro della scuola sperando di aiutarla a integrarsi, ma ciò porta solo la scuola a perdere una gara musicale.

## Pubblicazione
La serie, scritta e disegnata da Yoshitoki Ōima, dopo aver debuttato come one-shot sul numero di febbraio 2011 della rivista Bessatsu Shōnen Magazine, è stata serializzata sul Weekly Shōnen Magazine dal doppio numero 36–37, uscito il 7 agosto 2013, al numero 51, edito il 19 novembre 2014. I capitoli sono stati raccolti in sette volumi tankōbon, che sono stati messi in vendita tra il 15 novembre 2013 e il 17 dicembre 2014.
In Italia la serie, annunciata al Lucca Comics & Games 2014 da Star Comics, è stata poi pubblicata dal 7 maggio al 9 dicembre 2015. In America del Nord, invece, i diritti sono stati acquistati dalla Kodansha Comics USA, e in varie parti del mondo Crunchyroll ha pubblicato i capitoli online, a partire dal 15 marzo 2014, in lingua inglese.

### Volumi
| 1                | 15 novembre 2013 | ISBN 978-4-06-394973-5 | 7 maggio 2015    | ISBN 978-88-6920-313-8 |
| 1                | Capitoli - 1. Shoya Ishida (石田 将也?, Ishida Shōya) - Extra. Sette mesi prima (７か月前?, 7-kagetsu mae) - 2. Una cosa senza rimedio (仕方の無いこと?, Shikata no nai koto) - 3. Ah ah ah ah ah! (ははははは?, Hahahahaha) - 4. Dannata Nishimiya (クソッタレ西宮?, Kusottare Nishimiya) - 5. L'escluso (拒絶人間?, Kyozetsu ningen) |                        |                  |                        |
| 2                | 17 gennaio 2014 | ISBN 978-4-06-395004-5 | 9 luglio 2015    | ISBN 978-88-6920-369-5 |
| 2                | Capitoli - 6. Perché (どうして?, Dōshite) - 7. Ci avevo rinunciato (諦めたけど?, Akirameta kedo) - 8. Amici? (友達って?, Tomodachi tte) - 9. Il diritto di vederti (会う資格?, Au shikaku) - 10. Meno male (よかったよかった?, Yokatta yokatta) - 11. Quella faccia (そんな顔?, Sonna kao) - 12. Sorella maggiore (姉ちゃん?, Nee-chan) - 13. Sforzo (あがき?, Agaki) - 14. Yuzuru Nishimiya (西宮結絃?, Nishimiya Yuzuru) |                        |                  |                        |
| 3                | 17 marzo 2014 | ISBN 978-4-06-395036-6 | 12 agosto 2015   | ISBN 978-88-6920-430-2 |
| 3                | Capitoli - 15. Una cosa che mi ha reso felice (嬉しいこと?, Ureshii koto) - 16. Ciò che le ho portato via (奪ったもの?, Ubatta mono) - 17. Una presenza che ha un significato (意味のある存在?, Imi no aru sonzai) - 18. Non m'interessa affatto (全然興味ない?, Zenzen kyōmi nai) - 19. I sentimenti di un gatto (猫の気持ち?, Neko no kimochi) - 20. Ragioni (理由?, Riyū) - 21. Giocare a fare gli amici (友達ごっこ?, Tomodachi gokko) - 22. Voglio sapere (知りたい?, Shiritai) - 23. La luna (月?, Tsuki)                                           |                        |                  |                        |
| 4                | 17 giugno 2014 | ISBN 978-4-06-395111-0 | 9 settembre 2015 | ISBN 978-88-6920-454-8 |
| 4                | Capitoli - 24. Cambiamento (変化?, Henka) - 25. Semplice immaginazione (気のせい?, Kinosei) - 26. Simili (似たもの同士?, Nitamonodōshi) - 27. Odio (嫌い?, Kirai) - 28. Risposta (返信?, Henshin) - 29. Nonna (ばーちゃん?, Baa-chan) - 30. Sostegno (支え?, Sasae) - 31. La lettera (手紙?, Tegami) - 32. Gum Syrup (ガムシロ?, Gamu Shiro) - Extra. Sorelle (姉妹?, Shimai) |                        |                  |                        |
| 5                | 16 agosto 2014 | ISBN 978-4-06-395165-3 | 7 ottobre 2015   | ISBN 978-88-6920-499-9 |
| 5                | Capitoli - 33. Big Friend "N" (ビッグフレンド"N"?, Biggu Furendo "N") - 34. Non voglio andarci (行きたくない?, Ikitakunai) - 35. Bravo ragazzo (立派な?, Rippa na) - 36. Ciò che desideravo (欲しかったもの?, Hoshikatta mono) - 37. Per sempre così (このままずっと?, Kono mama zutto) - 38. Il sospetto genera la paura (疑心暗鬼?, Gishin'anki) - 39. Alla fine non sono altro che un estraneo (所詮他人?, Shosen tanin) - 40. Il finto appuntamento (デートごっこ?, Dēto gokko) - 41. Tutti (みんな?, Minna) - 42. Fuochi d'artificio (花火?, Hanabi) |                        |                  |                        |
| 6                | 17 ottobre 2014 | ISBN 978-4-06-395221-6 | 11 novembre 2015 | ISBN 978-88-6920-568-2 |
| 6                | Capitoli - 43. Prova di coraggio (度胸試し?, Dokyō dameshi) - 44. Il male (害悪?, Gaiaku) - 45. È stato tutto inutile? (無駄だった？?, Muda datta?) - 46. Tomohiro Nagatsuka (永束 友宏?, Nagatsuka Tomohiro) - 47. Miyoko Sahara (佐原 みよこ?, Sahara Miyoko) - 48. Miki Kawai (川井 みき?, Kawai Miki) - 49. Satoshi Mashiba (真柴 智?, Mashiba Satoshi) - 50. Naoka Ueno (植野 直花?, Ueno Naoka) - 51. Shoko Nishimiya (西宮 硝子?, Nishimiya Shōko) - 52. Silenzio (静寂?, Seijaku)                                                                 |                        |                  |                        |
| 7                | 17 dicembre 2014 | ISBN 978-4-06-395268-1 | 9 dicembre 2015  | ISBN 978-88-6920-594-1 |
| 7                | Capitoli - 53. Al ponte (橋へ?, Hashi e) - 54. A te (君へ?, Kimi e) - 55. Ritorno a casa (帰宅?, Kitaku) - 56. A scuola (登校?, Tōkō) - 57. Di nuovo insieme (さいかい?, Saikai) - 58. Risultati (成果?, Seika) - 59. Le strade della vita (進路?, Shinro) - 60. Nessuno (何者?, Nanimono) - 61. Diploma (卒業?, Sotsugyō) - 62. A Silent Voice (聲の形?, Koe no katachi) |                        |                  |                        |
| Official Fanbook | 16 settembre 2016 | ISBN 978-4-06-393068-9 | 8 luglio 2020    | ISBN 978-8-82-261903-7 |
| Official Fanbook | Capitoli - Color Illustration Gallery - A Silent Voice (opera selezionata all'ottantesima edizione del premio "Nuovi volti del manga" del settimanale Shōnen Magazine del 2008) - A Silent Voice (opera autoconclusiva pubblicata nel n° 12 del 2013 del settimanale Shōnen Magazine) - Domande e risposte: Yoshitoki Oima risponde a 85 domande - Ritratto dei personaggi principali - Yoshitoki Oima Long Interview: "Li guarderò diritti negli occhi!", "Li ascolterò!"                                                                                |                        |                  |                        |

## Film
Un adattamento anime fu annunciato nel 2014 sull'ultimo capitolo del manga pubblicato sul numero 51 del Weekly Shōnen Magazine. Con l'uscita del settimo e ultimo volume tankōbon, fu poi svelato che il progetto sarebbe stato un film d'animazione destinato a uscire nelle sale cinematografiche giapponesi. Scritto da Reiko Yoshida e diretto da Naoko Yamada presso lo studio Kyoto Animation, il lungometraggio ha debuttato il 17 settembre 2016.

## Accoglienza
A Silent Voice è stato premiato come "miglior manga esordiente" nel 2008. Entro marzo 2014 i primi tre volumi tankōbon hanno venduto più di 700 000 copie in Giappone. La serie è stata nominata sia al 38º Premio Kodansha per i manga sia all'8º Manga Taishō, vincendo inoltre il Comic Natalie Grand Prix nel 2014 e classificandosi prima nella categoria shōnen della guida Kono manga ga sugoi della Takarajimasha nel 2015. Nel mese di febbraio sempre del 2015, l'opera è stata nominata anche al 19º Premio culturale Osamu Tezuka, in occasione del quale ha vinto il premio New Creator Prize.
Inizialmente la serializzazione dell'opera si rivelò problematica su qualsiasi rivista a causa delle tematiche trattate, ma dopo diversi mesi di controversie legali, la serie fu finalmente pubblicata sotto forma di one-shot sull'edizione di febbraio 2013 del Bessatsu Shōnen Magazine, dove vinse il primo posto. Successivamente, nonostante il riscontro positivo dei lettori, la serializzazione poté avere inizio sul Weekly Shōnen Magazine nell'agosto 2013 solo grazie al supporto della Federazione Nipponica dei Sordi.